# H.H.J. Lelieveldt
Herman Hendrik Jan (Herman) Lelieveldt (Hillegersberg, 12 mei 1928 – Rotterdam, 7 juli 2014) was een Rotterdamse architect. Opgeleid tot bouwkundig ingenieur aan de T.H. Delft, werkte hij in Londen voor Fry-Drew & Partners en in Nijmegen voor het bouwbureau Heyendael. In 1964 trad hij toe tot het bureau van zijn vader, J.A. Lelieveldt, en voerde daar vanaf 1969 de directie.
Het bureau, met gemiddeld 6 tot 8 medewerkers, legde zich toe op de bouw van bedrijfspanden, fabriekshallen, scholen, sporthallen, gezinsvervangende tehuizen, kerken en enkele villa's. Vanaf begin jaren tachtig tot midden jaren negentig werden onderhoud en renovatieprojecten belangrijk, o.a. van het gebouwenbestand van de Rotterdamse Vereniging voor Katholiek Onderwijs (RVKO) en de R.K. Lambertuskerk in Rotterdam Kralingen. In 1996 is het bureau beëindigd.
Tot de bekendste werken van ir. H.H.J. Lelieveldt behoren het studentenroeigebouw Skadi/Hades in Rotterdam uit 1968 en de Petrus en Pauluskerk van de Goede Herderparochie in Tilburg (1969). In datzelfde jaar, op 14 mei 1969, werd in Rotterdam IJsselmonde de RK kerk Wederkomst der Heer, ook wel Gedachteniskerk genoemd, ingewijd, die hij samen met architect Kornél Polgár had ontworpen. Dit was niet alleen een parochiekerk voor de parochie De Emmaüsgangers, maar ook bedoeld als gedenkteken voor de slachtoffers van het bombardement van 14 mei 1940 op Rotterdam.